# Erzleitenmühle
Erzleitenmühle (fränkisch: Heazaleidn) ist ein Gemeindeteil der Gemeinde Seukendorf im Landkreis Fürth (Mittelfranken, Bayern). Erzleitenmühle liegt in der Gemarkung Seukendorf.

## Geographie
Die Einöde liegt am Farrnbach. Ein Anliegerweg führt zur Staatsstraße 2409 (0,2 km nordwestlich). Dort befindet sich das Gewerbegebiet Schwadermühle.

## Geschichte
Der Ort wurde im burggräflichen Urbar, das um 1370 entstanden ist, als „mulner in der Ertzenleiten“ erstmals urkundlich erwähnt. Der Ortsname legt nahe, das hier ursprünglich Erz verarbeitet wurde.
Gegen Ende des 18. Jahrhunderts gehörte Erzleitenmühle zur Realgemeinde Seukendorf. Das Hochgericht übte das brandenburg-ansbachische Stadtvogteiamt Langenzenn aus. Das Anwesen hatte das brandenburg-ansbachische Kastenamt Cadolzburg als Grundherrn. Unter der preußischen Verwaltung (1792–1806) des Fürstentums Ansbach erhielt die Erzleitenmühle die Hausnummer 43 des Ortes Seukendorf.
Von 1797 bis 1808 unterstand der Ort dem Justiz- und Kammeramt Cadolzburg. Im Rahmen des Gemeindeedikts wurde Erzleitenmühle dem 1808 gebildeten Steuerdistrikt Seukendorf zugeordnet. Es gehörte der im selben Jahr gebildeten Ruralgemeinde Seukendorf an.

### Baudenkmal
- Erdkeller[10]

### Einwohnerentwicklung
| Jahr      | 001818 | 001840 | 001861 | 001871 | 001885 | 001900 | 001925 | 001950 | 001961 | 001970 | 001987 |
| Einwohner | 10     | 10     | *      | 14     | 11     | 11     | 9      | 17     | 9      | 9      | 6      |
| Häuser    | 2      | 1      |        |        | 1      | 1      | 1      | 1      | 1      |        | 1      |
| Quelle    | [ 12 ] | [ 13 ] | [ 14 ] | [ 15 ] | [ 16 ] | [ 17 ] | [ 18 ] | [ 19 ] | [ 20 ] | [ 21 ] | [ 22 ] |

## Religion
Der Ort ist seit der Reformation evangelisch-lutherisch geprägt und bis heute nach St. Katharina (Seukendorf) gepfarrt. Die Einwohner römisch-katholischer Konfession sind nach St. Otto (Cadolzburg) gepfarrt.